# Hsien-Yin Peng
Hsien-Yin Peng (22 de diciembre de 1989) es un tenista profesional taiwanés, que participa principalmente en el circuito ATP Challenger Series y sobre todo en modalidad de dobles.

## Carrera

### 2012 - 2013
En estos dos años comienza a ganar sus primero títulos de la categoría ATP Challenger Series. 2 torneos en 2012 (Karshi Challenger y Samsung Securities Cup en Qarshi y Seúl respectivamente) junto a su compatriota Hsin-Han Lee. 
En 2013 el Maui Challenger otra vez con Lee, el Busan Open Challenger Tennis junto al también taiwanés Tsung-Hua Yang y el Prague Open otra vez junto a Lee.

### 2014
En 2014 ganó su sexto título junto a su compatriota Ti Chen. En tierras chinas ganaron el título de dobles del Challenger de Nanchang derrotando en la final a la pareja formada por el australiano Jordan Kerr y el francés Fabrice Martin. En el mes de julio ganó el séptimo título de su carrera y segundo del año obteniendo el título del Challenger de Kaohsiung junto al chino Mao-Xin Gong como pareja. Derrotaron en la final a Ti Chen Liang-chi Huang por 6-3, 6-2.

## Títulos; 7 (0 + 7)
| Leyenda                     | Individuales | Dobles |
| --------------------------- | ------------ | ------ |
| Grand Slam                  | 0            | 0      |
| ATP World Tour Finals       | 0            | 0      |
| ATP World Tour Másters 1000 | 0            | 0      |
| ATP World Tour 500 Series   | 0            | 0      |
| ATP World Tour 250 Series   | 0            | 0      |
| ATP Challenger Series       | 0            | 7      |

### Dobles
| No. | Fecha      | Torneo                  | Superficie    | Pareja         | Rivales en la final            | Resultado       |
| --- | ---------- | ----------------------- | ------------- | -------------- | ------------------------------ | --------------- |
| 1.  | 19.08.2012 | Challenger de Qarshi    | Dura          | Hsin-Han Lee   | Brydan Klein Yasutaka Uchiyama | 6-75, 6-4, 10-4 |
| 2.  | 28.10.2012 | Challenger de Seúl      | Dura          | Hsin-Han Lee   | Lim Yong-Kyu Nam Ji-Sung       | 7-63, 7-5       |
| 3.  | 27.01.2013 | Challenger de Maui      | Dura          | Hsin-Han Lee   | Tennys Sandgren Rhyne Williams | 6-71, 6-2, 10-5 |
| 4.  | 19.05.2013 | Challenger de Busan     | Dura          | Tsung-Hua Yang | Suk-Young Jeong Lim Yong-Kyu   | 6-4, 6-3        |
| 5.  | 16.06.2013 | Challenger de Praga     | Tierra batida | Hsin-Han Lee   | Vahid Mirzadeh Denis Zivkovic  | 6-4, 4-6, 10-5  |
| 6.  | 29.06.2014 | Challenger de Nanchang  | Dura          | Ti Chen        | Jordan Kerr Fabrice Martin     | 6-2, 3-6, 12-10 |
| 7.  | 20.07.2014 | Challenger de Kaohsiung | Dura          | Mao-Xin Gong   | Ti Chen Liang-chi Huang        | 6-3, 6-2        |